# Wendelskirchen
Wendelskirchen ist ein Gemeindeteil der Gemeinde Loiching im niederbayerischen Landkreis Dingolfing-Landau in der Gemarkung Weigendorf.

## Geographie
Wendelskirchen liegt im Isar-Inn-Hügelland an der Grenze zum Landkreis Landshut. Die Einwohnerzahl des Gemeindeteils wurde von der amtlichen Statistik zuletzt anlässlich der Volkszählung am 25. Mai 1987 festgestellt. Die Ergebnisse betrugen damals 166 Einwohner in 43 Gebäuden mit Wohnraum bzw. 51 Wohnungen.
Wendelskirchen ist inzwischen mit dem wenige hundert Meter nordwestlich gelegenen Nachbardorf Oberwolkersdorf baulich zusammengewachsen, so dass auf dem Satellitenbild keine klare Grenze mehr zu erkennen ist. Die Gemeinde Loiching spricht daher vom Doppelort Wendelskirchen/Oberwolkersdorf. Folgerichtig weist die Gemeinde Loiching aktuelle Einwohnerzahlen aus dem Melderegister nur für den Doppelort nach: 424 Einwohner zum Stand 31. Dezember 2013. Zum Vergleich: 1987 hatten die beiden Orte zusammen 346 Einwohner, 166 in Wendelskirchen und 180 in Oberwolkersdorf. Auf der historischen Karte von 1863 sind die Orte noch klar durch 330 Meter offene Flur getrennt.
Bei der Expositurkirche St. Jakobus trifft die Kreisstraße DGF 9 (Dingolfinger Straße) auf die Staatsstraße St 2045 (Ahamer Straße). Die DGF 8 (dort Pollinger Straße) trifft im Nachbarort Oberwolkersdorf auf die St 2045 (dort Kirchberger Straße).

## Geschichte
Wendelskirchen wurde erstmals 1170 urkundlich erwähnt, als in der Chronik von Kloster Aldersbach ein Mönch Werinhardus de Wendelchirchen genannt wurde. 1333 noch Wendelgerschirchen, erschien 1418 in einer Urkunde der Grafen von Frontenhausen der Ortsname Wendelskirchen. Der Name des Ortes geht, wie die zahlreichen anderen auf -kirchen endenden Orte der Gegend, vermutlich auf die Eigenkirche eines Adeligen zurück.
Wendelskirchen gehörte in der Zeit des Herzogtums und Kurfürstentums Bayern zur Obmannschaft Pirken nordwestlich von Aham (Amt Frontenhausen, Landgericht Teisbach). Der Nachbarort Oberwolkersdorf dagegen, der heute mit Wendelskirchen baulich zusammengewachsen ist, hatte eine andere herrschaftliche Geschichte und gehörte zur Obmannschaft Jesendorf im Amt Kirchberg.
Die Filialkirche St. Jakobus wurde von Loiching aus betreut. Mit Consistorialresolution vom 20. März 1737 wurde Wendelskirchen zur Expositur der Pfarrei Loiching erhoben. Da es kein Wirtshaus in Wendelskirchen gab, schenkte von 1754 bis 1816 der Expositus Bier aus, seit 1786 mit oberhirtlicher Genehmigung. Die Matrikel des Bistums Regensburg von 1838 listet außer Wendelskirchen 25 weitere Ortschaften (Weiler und Einöden) auf, die zur Expositur Wendelskirchen gehörten, von denen einige (Mayerhöf, Rehpaint, Schnellerhäusl, Thalham, Winterstetten) heute nicht mehr bekannt sind.
1816 entstand nach Einführung der Schulpflicht die Schulexpositur Wendelskirchen mit einer Schule im Pfarrhof. Im Zuge der Gemeindebildung 1818 wurde Wendelskirchen Teil der Gemeinde Weigendorf. 1872 wurde ein eigenes Schulhaus errichtet, womit zugleich die Trennung von Schule und Expositur verbunden war. Im Raume Wendelskirchen fand das wohl erste Radrennen des damaligen Distrikts Dingolfing statt. Auch Pferderennen beim Straßer-Wirt in Wendelskirchen waren üblich.
1960 erhielt Wendelskirchen eine neue Schule, aus der das Pfarr- und Jugendheim hervorging. Mittlerweile steht an dieser Stelle das neue erbaute Pfarrheim. 1971 wurde der Ort, als sich Weigendorf und Loiching im Rahmen der bayerischen Gebietsreform freiwillig zusammenschlossen, Teil der neuen Gemeinde Loiching.
Am 1. Mai 2001 wurde die Filialkirche St. Stephanus in Oberspechtrain aus der Pfarrei Loizenkirchen im Dekanat Vilsbiburg herausgelöst und der Expositur Wendelskirchen angegliedert.

## Sehenswürdigkeiten
- Expositurkirche St. Jakobus. Der spätbarocke Bau wurde am 10. September 1702 anstelle einer mindestens seit 1558 nachweisbaren Kirche eingeweiht.

Unter Expositus Georg Kollmannsberger von 1820 an erfuhr die Kirche wesentliche Erneuerungen. So wurde das Kuppeltürmchen Anfang des 19. Jahrhunderts durch einen spitzen Turm ersetzt.  Das setzte sich fort unter Explsitus Dr. Kumpfmüller um 1900 und ebenso unter Expositus Albert Menhart. 1991 wurde die Kirche komplett von den Fundamenten bis zur Kirchturmspitze renoviert. 1996/97 wurde das Innere der Kirche (mit Neugestaltung des Altarraumes) grundlegend restauriert.
Die Kirche sowie ein benachbarter kleiner Blockbaustadel mit Satteldach aus dem 18./19. Jahrhundert sind denkmalgeschützt.

## Einrichtungen
- Freibad Wendelskirchen
- Pfarr- und Jugendheim mit Jakobsbrunnen
- Sportanlage mit Kegelbahn, Schützenheim mit Schießstand, Großfeld mit Tribüne und Kleinfeld, Sportheim sowie Stockhalle mit Bewirtung, Basketballplatz, Tennisplatz
- Schule mit Hackschnitzelheizung
- Feuerwehrhaus mit Fahrzeughalle und Gemeinschaftsraum

## Vereine
- Eltern-Kind-Gruppe Wendelskirchen
- FC Bayern München Fanclub Wendelskirchen
- Freiwillige Feuerwehr Wendelskirchen, Gründungsjahr: 1894
- Katholischer Frauenbund Wendelskirchen, Gründungsjahr: 1970
- Katholische Landjugend Wendelskirchen, Gründungsjahr 1953
- Kegelfreunde Wendelskirchen, Gründungsjahr: 1985
- KSK Wendelskirchen, Gründungsjahr: 1920
- Landfrauen Wendelskirchen
- Motorradfreunde Wendelskirchen, Gründungsjahr: 2003
- Holzlandler Schützen Oberwolkersdorf
- Seniorenbeirat Wendelskirchen
- Seniorenclub Wendelskirchen, Gründungsjahr: 1991
- Spielplatzfreunde Wendelskirchen-Oberwolkersdorf
- Sportverein Wendelskirchen 1968 e. V. (mit Sparten Fußball, Tennis, Aerobic und Beachvolleyball)
- Stockschützen Wendelskirchen